# Regina-Plains
Die Regina Plains ist eine landwirtschaftlich geprägte Region im Süden der kanadischen Provinz Saskatchewan, die sich südöstlich von Regina und Moose Jaw bis nach Weyburn erstreckt. Die Böden in dieser Region bestehen zum Großteil aus schwerem Ton, der am Ende der letzten Eiszeit in Schmelzwasserseen abgelagert wurde. Die aus diesem Material hervorgegangenen Böden eignen sich hervorragend für den Ackerbau, im Speziellen für die Getreide- und Leguminosenproduktion.

## Böden
Die dominierende Bodenart der Regina Plains ist Ton. Das feine Ausgangsmaterial wurde auf den Gründen glazialer Seen abgelagert. Die Topographie ist hier sehr sanft, flach und eben. Die Böden sind nahezu frei von Steinen. Ihrer dunklen Färbung und dem kontinentalen Klima zufolge gehören diese Böden zu den Chernozemen. Bei unzureichendem Management gelten Wind- und Wassererosion in der Region als problematisch.

## Ackerbau
Die gut drainierten Böden der Regina Plains gehören zu den besten Weizenstandorten der Provinz Saskatchewan. Der Weizenanbau beansprucht hier bis zu 80 % der Flächen, die sich besonders durch ihre hohe Fruchtbarkeit und ihre Dürreresistenz auszeichnen. Die Viehzucht spielt nur eine sehr untergeordnete Rolle.